# Lissonotus confinis
Lissonotus confinis é uma espécie de coleóptero da tribo Lissonotini (Cerambycinae); com distribuição apenas no Estado do Pará (Brasil).

## Sistemática
- Ordem Coleoptera
  - Subordem Polyphaga
    - Infraordem Cucujiformia
      - Superfamília Chrysomeloidea
        - Família Cerambycidae
          - Subfamília Cerambycinae
            - Tribo Lissonotini
              - Gênero Lissonotus
                - L. confinis Aurivillius, 1915